# Jedlicze
Pour les articles homonymes, voir Jedlicze (homonymie).
Jedlicze est une ville de la voïvodie des Basses-Carpates, dans le sud-est de la Pologne. Elle est le chef-lieu de la gmina de Jedlicze, dans le powiat de Krosno. Sa population s'élevait à 5 782 habitants en 2012.

## Géographie
Jedlicze se trouve à 8 km — 11 km par la route — à l'ouest de Krosno, à 45 km — 64 km par la route — au sud-ouest de Rzeszów et à 287 km — 363 km par la route — au sud-est de Varsovie.

## Économie
La raffinerie de pétrole de la société Rafineria Nafty Jedlicze SA, filiale du groupe Orlen, est la principale entreprise de la ville. Mise en service en 1899, elle a une capacité de 28 000 barils par jour. Elle produit de l'essence, du kérosène, du mazout lourd, des solvants et des huiles de base.